# Courtemont-Varennes

Courtemont-Varennes este o comună în departamentul Aisne din nordul Franței. În 1 ianuarie 2022 avea o populație de 353 de locuitori.